# Кобелячка
Кобелячка (укр. Великий Кобелячок) — река в Полтавской области Украины. Длина — 29 км. Площадь водосбора — 587 км². Приток Ворсклы (бассейн Днепра).
В бассейне Кобелячки, на притоке ручье Волчьем, сооружён крупный пруд (у села Марковка).

## Течение
Берёт начало у села Малый Кобелячек в Новосанжарском районе и течёт на юго-запад. Протекает через поселение Козубы, затем через село Дрижина Гребля. Здесь Кобелячка принимает справа свой первый приток, — ручей Волчий и меняет направление на юго-западное.
Пройдя между Свердловским и Бутенками, принимает справа реку Волчья. Далее по течению реки расположены: Золотаревка, Колесниковка, Медяновка, Яблоновка и Ганжевка.
Впадает в реку Ворскла справа в черте города Кобеляки Кобелякского района.